# Ваянг бебер

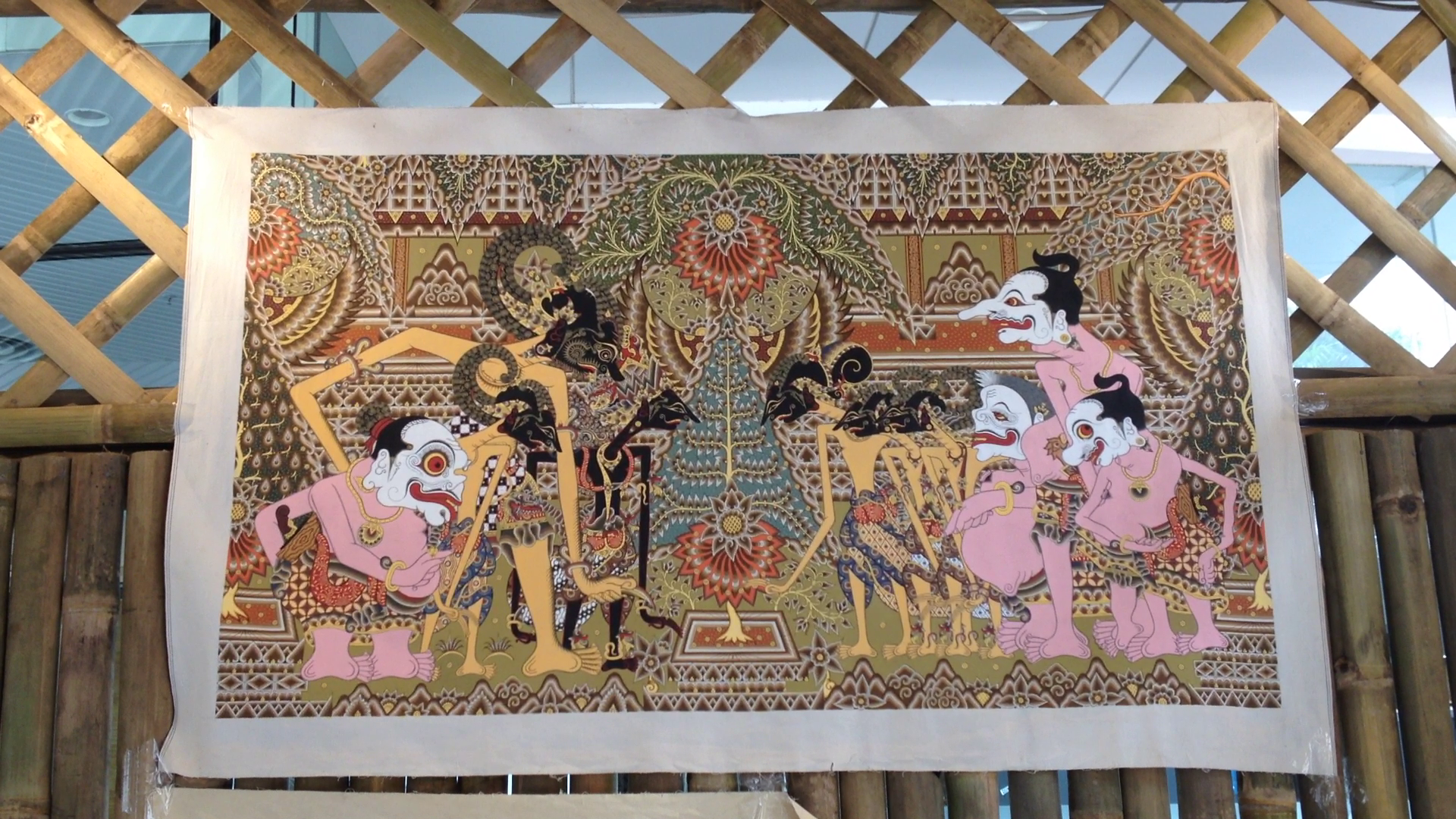
Сцена из представления ваянг бебер

Вая́нг бебе́р (индон. Wayang beber, балийск. Wayang Bébér, яв. ꦧꦺꦧꦺꦂꦫꦤ꧀ Wayang bèbèran) — театральные представления картин, нарисованных на полотне. Разновидность ваянга в Индонезии.
Это бумажные свитки длиной 2—3 м и шириной около 70 см. Концы свитков приклеены к деревянным палочкам, которые во время представления укрепляются вертикально и позволяют перематывать свиток по горизонтали. Свиток записан с двух сторон, на каждой по 3 — 4 сцены представления. Основные сюжеты представления — сцены из индийского эпоса Махабхарата и Рамаяна, а также цикла поэм о Панджи. Возник в период Маджапахита. Во второй половине 20 в. практически прекратил существование